# Bilaspur (district in Himachal Pradesh)

Vlag

Bilaspur is een district in de Indiase deelstaat Himachal Pradesh. Het district heeft een oppervlakte van 1167 km² en 340.885 inwoners (2001). De districtszetel is in Bilaspur.
Het district Bilaspur grenst aan de districten Solan, Mandi, Hamirpur en Una, en in het zuiden aan Punjab (Rupnagar). In het district bevindt zich het Govindsagar stuwmeer in de Sutlej. Bij Kandraur is de hoogste brug van Azië over het meer heen.
Het district Bilaspur was vroeger het vorstenland Kahlur (ook wel Bilaspur) binnen Brits-Indië. Op 12 oktober 1948 trad het toe tot de Republiek India om een eigen deelstaat te worden. Op 1 juli 1954 werd deze deelstaat samengevoegd met Himachal Pradesh, waar het sindsdien een district van is.
Bilaspur · Chamba · Hamirpur · Kangra · Kinnaur · Kullu · Lahul and Spiti · Mandi · Shimla · Sirmaur · Solan · Una